# Parco della Cava
Il parco della Cava o parco Giovanni Paolo II è un parco pubblico della città di Rimini, secondo per estensione (dopo il parco XXV Aprile).
È un'ampia area non lontana dal centro storico, e costituisce uno dei principali polmoni verdi della città.
Ha numerosi accessi, sia dall'adiacente V Peep, sia dal parcheggio del centro sportivo Stella, anche se l'accesso più grande è quello su Viale Euterpe, adiacente al parcheggio. Non è recintato ed è quindi accessibile in ogni momento della giornata.
Caratteristica principale del parco è la presenza al suo interno di un grande lago artificiale, un ex cava d'argilla (da cui il nome), oggi rinaturalizzato. Il lago si presenta come una piccola nicchia ecologica all'interno della città, fornendo rifugio a una fauna diversificata.
Il parco si presenta sostanzialmente diviso in due parti, una più ampia, verso la strada statale 16 Adriatica, in cui ai grandi spazi a prato si alternano zone ricche di alberi e vegetazione, e una più stretta, verso il centro storico, occupata quasi per intero dal lago e dalla ciclabile che corre ai suoi lati.
All'interno del parco sono presenti numerose specie arboree, alcune uniche per il territorio riminese, come il cipresso calvo, dalle particolari radici affioranti, che cresce lungo le sponde del lago.

## Flora
Le specie presenti sono:
- Acer campestre acero campestre
- Salix alba salice bianco
- Tilia europea tiglio comune
- Fraxinus ornus orniello
- Quercus petraea rovere
- Quercus robur farnia
- Quercus cerris cerro
- Quercus ilex leccio
- Aesculus hippocastanum ippocastano
- Platanus acerifolia platano
- Abies alba abete bianco
- Abies nordmanniana abete del Caucaso
- Abies pinsapo abete di Spagna
- Prunus cerasifera ciliegio-susino
- Prunus avium ciliegio selvatico
- Robinia pseudoacacia robinia
- Tamarix gallica tamerice
- Laurus nobilis alloro
- Ligustrum lucidum ligustro
- populus alba pioppo bianco
- Populus nigra Italica pioppo nero cipressino
- Celtis australis bagolaro
- Cercis siliquastrum albero di Giuda
- Lagerstroemia indica lagerstroemia
- Ginko biloba ginko biloba
- Catalpa bignonioides catalpa
- Liriodendron tulipifera albero dei tulipani
- Cedrus deodara cedro dell'Himalaya
- Cedrus atlantica cedro dell'Atlante
- Picea abies abete rosso
- Taxodium distichum cipresso calvo
- Pinus halepensis pino d'Aleppo
- Pinus pinea pino domestico
- Ulmus carpinifolia olmo
- Ilex aquifolium ilex
- Pinus sylvestris pino silvestre
- Thuja orientalis tuia orientale
- Thuja occidentalis tuia occidentale
- Gleditsia triacanthos spino di Giuda
- Fraxinus excelsior frassino comune
- Fraxinus angustifolia frassino meridionale
- Acer pseudoplatanus acero di monte
- Acer negundo acero negundo
- Albizzia julibrissin acacia di Costantinopoli
- Alnus cordata ontano
- Cupressus sempervirens cipresso
- Crataegus monogyna biancospino
- Diospyros kaki caco
- Eleagnus angustifolia olivo di Boemia
- Eriobotrya japonica nespolo giapponese
- Ficus carica fico
- Magnolia grandiflora magnolia sempreverde
- Malus sp. melo
- Salix babylonica  salice piangente

All'interno del parco è inoltre presente un albero centenario. Si tratta di una grande roverella (Quercus pubescens), dell'età stimata di 150 anni, rigogliosa e con un'enorme chioma. La pianta, che ha subito poche potature e grazie anche allo spazio circostante ha potuto mantenere il suo portamento naturale, è inserita nella lista degli "Alberi monumentali e di pregio del comune di Rimini" e risale al periodo precedente la costruzione del parco stesso, quando ancora si innalzava sui terreni agricoli più prossimi alla città.

## Il fruttario
All'interno del parco è presente un frutteto, il "fruttario", che il comune di Rimini ha piantato nell'inverno 1998/99 e donato ai ragazzi delle scuole elementari e medie della città. Nel fruttario sono presenti numerosi alberi da frutto e i ragazzi ne possono seguire e studiare le varie fasi di crescita, dalla fioritura alla fruttificazione, e gustarne i frutti. All'ingresso del frutteto c'è una mappa per orientarsi ed ogni pianta ha, di fianco, una targa con l'indicazione delle sue caratteristiche (età, altezza, periodo di raccolta) e del frutto.
Le specie presenti sono:
- Prunus persica pesco
- Pyrus sp. pero
- Malus sp. melo
- Prunus avium cliegio
- Punica granatum melograno
- Castanea sativa castagno
- Cornus mas corniolo
- Sorbus domestica sorbo
- Prunus cerasus ciliegio-susino
- Prunus domestica susino
- Ficus carica fico
- Olea europea olivo
- Eriobotrya japonica nespolo giapponese
- Diospyros kaki kaki

## Fauna
Il parco si presenta come una nicchia ecologica all'interno della città, attirando una fauna diversificata: dagli uccelli che nidificano sui grandi alberi all'avifauna lacustre introdotta (oche, anatre, ecc.). Trovano inoltre riparo nelle pareti scoscese, ricoperte da canneti e rovi, del lago piccoli mammiferi, rettili, e anfibi, oltre ai pesci introdotti.

## Attività
All'interno del parco è possibile svolgere molteplici attività. È possibile correre, fare jogging, andare in bicicletta, ma anche pescare all'interno del lago, od osservare gli uccelli migratori che vi si fermano, soprattutto in autunno e primavera. È inoltre presente un'area giochi per bambini, contornata da numerosi tavoli e panchine e da un grande gazebo, mentre gli ampi spazi verdi vengono utilizzati anche per molte altre attività ricreative, e possono ospitare anche alcune competizioni sportive (per lo più di corsa), fra cui la fase provinciale di corsa campestre.
Nel 2009 infine è stato realizzato, nella parte sud del parco, un percorso salute, della lunghezza di circa 2 km, dotato di numerosi attrezzi ginnici e di varie postazioni di sosta per utilizzarli.

## Riqualificazione
Una parte del parco è stata recentemente soggetta a un intervento di riqualificazione, inserito nel più ampio progetto di realizzazione del nuovo Parco Ausa di fianco al nuovo Palacongressi e alla creazione di corridoio verde (denominato Raggio verde) che unisse vari parchi cittadini. In particolare è stata completamente risistemata l'intera riva sinistra del lago, con la creazione di una nuova e migliorata viabilità ciclo pedonale (connessa a quella del nuovo Parco Ausa), l'installazione di un nuovo e più moderno sistema d'illuminazione, di nuove panchine, e ridefinendo e migliorando l'intero aspetto paesaggistico e naturale. Altri interventi sparsi sono stati compiuti qua e là in altri punti del parco, come la piantumazione di nuovi alberi.